# Relanges
Relanges [ʁəlɑ̃ʒ]  est une commune française située dans le département des Vosges en région Grand Est.
Ses habitants sont appelés les Arlangeois.

## Géographie

### Localisation
Le village est situé entre Bains-les-Bains et Contrexéville, dans la région naturelle de la Vôge, et appartient au canton de Darney.

### Communes limitrophes

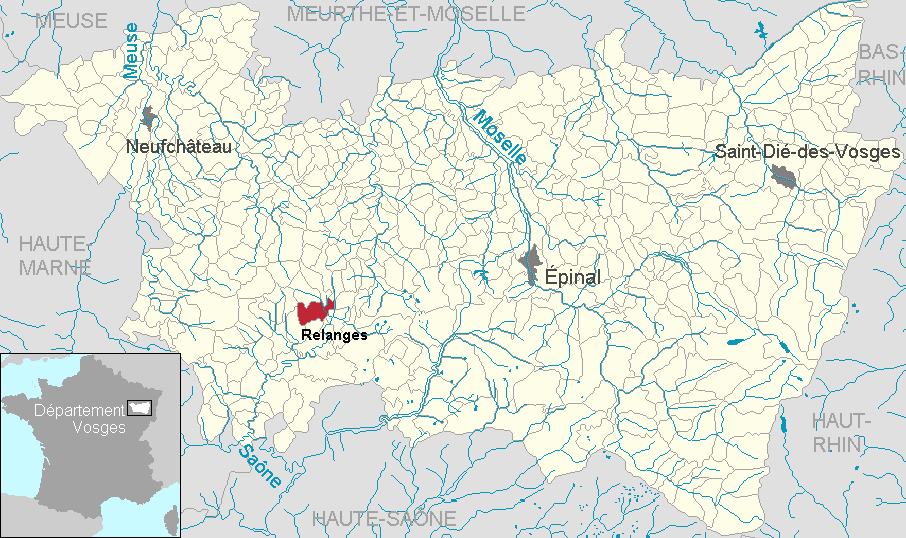
Localisation dans le département.

| Saint-Baslemont         | Thuillières        | Senonges                         |
| Provenchères-lès-Darney | Relanges           | Dombasle-devant-Darney Bonvillet |
| Nonville                | Belmont-lès-Darney | Darney                           |

### Géologie et relief
Discordance infra-triasique dans les carrières de Relanges.
Trois zones naturelles d'intérêt écologique, faunistique et floristique (Znieff).

### Sismicité
La commune se trouve dans une zone de sismicité faible,.

### Hydrographie

#### Réseau hydrographique
La commune est située dans le bassin versant de la Saône au sein du bassin Rhône-Méditerranée-Corse. Elle est drainée par le ruisseau de Thuillières, le ruisseau de Belmont, le ruisseau du Bois le Comte et le ruisseau de Bonneval.
Le ruisseau de Thuillières, d'une longueur totale de 10,8 km, prend sa source dans la commune de Saint-Baslemont et se jette dans la Saône à Bonvillet, après avoir traversé quatre communes.

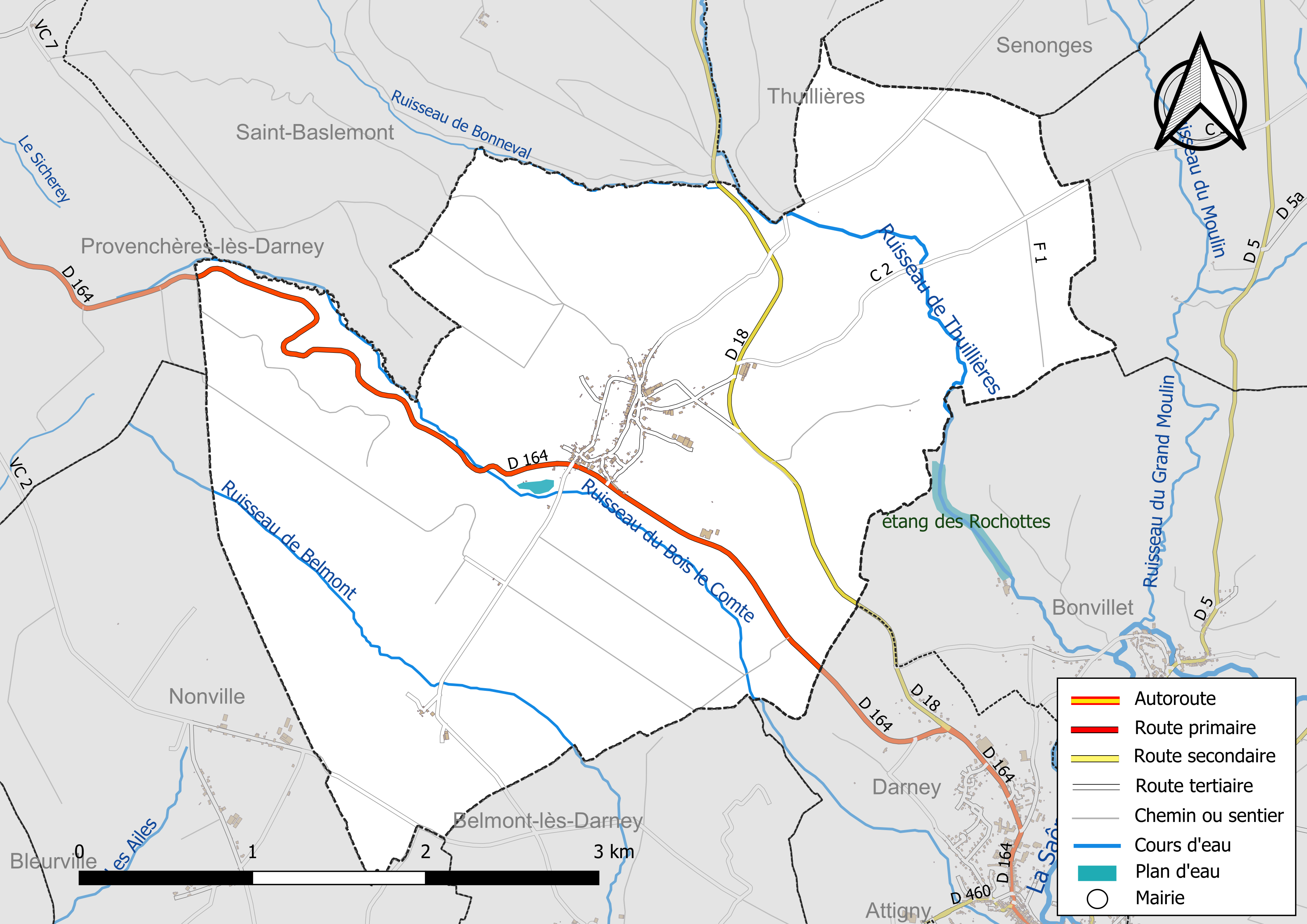
Réseaux hydrographique et routier de Relanges.

#### Gestion et qualité des eaux
Le territoire communal est couvert par le schéma d'aménagement et de gestion des eaux (SAGE) « Nappe des Grès du Trias Inférieur ». Ce document de planification, dont le territoire comprend le périmètre de la zone de répartition des eaux de la nappe des Grès du trias inférieur (GTI), d'une superficie de 1 497 km2, est en cours d'élaboration. L’objectif poursuivi est de stabiliser les niveaux piézométriques de la nappe des GTI et atteindre l'équilibre entre les prélèvements et la capacité de recharge de la nappe. Il doit être cohérent avec les objectifs de qualité définis dans les SDAGE Rhin-Meuse et Rhône-Méditerranée. La structure porteuse de l'élaboration et de la mise en œuvre est le conseil départemental des Vosges.
La qualité des eaux de baignade et des cours d’eau peut être consultée sur un site dédié géré par les agences de l’eau et l’Agence française pour la biodiversité.

### Climat
Pour des articles plus généraux, voir Climat du Grand Est et Climat des Vosges.
En 2010, le climat de la commune est de type climat des marges montargnardes, selon une étude du Centre national de la recherche scientifique s'appuyant sur une série de données couvrant la période 1971-2000. En 2020, Météo-France publie une typologie des climats de la France métropolitaine dans laquelle la commune est dans une zone de transition entre le climat océanique altéré et le climat océanique altéré et est dans la région climatique  Lorraine, plateau de Langres, Morvan, caractérisée par un hiver rude (1,5 °C), des vents modérés et des brouillards fréquents en automne et hiver. 
Pour la période 1971-2000, la température annuelle moyenne est de 9,8 °C, avec une amplitude thermique annuelle de 17,1 °C. Le cumul annuel moyen de précipitations est de 1 038 mm, avec 13,2 jours de précipitations en janvier et 9,5 jours en juillet. Pour la période 1991-2020, la température moyenne annuelle observée sur la station météorologique de Météo-France la plus proche, « Lignéville », sur la commune de Lignéville à 8 km à vol d'oiseau, est de 10,3 °C et le cumul annuel moyen de précipitations est de 856,3 mm. 
La température maximale relevée sur cette station est de 38,7 °C, atteinte le 25 juillet 2019 ; la température minimale est de −17,5 °C, atteinte le 20 décembre 2009,,. 
Les paramètres climatiques de la commune ont été estimés pour le milieu du siècle (2041-2070) selon différents scénarios d'émission de gaz à effet de serre à partir des nouvelles projections climatiques de référence DRIAS-2020. Ils sont consultables sur un site dédié publié par Météo-France en novembre 2022.

## Urbanisme

### Typologie
Au 1er janvier 2024, Relanges est catégorisée commune rurale à habitat dispersé, selon la nouvelle grille communale de densité à sept niveaux définie par l'Insee en 2022.
Elle est située hors unité urbaine. Par ailleurs la commune fait partie de l'aire d'attraction de Vittel - Contrexéville, dont elle est une commune de la couronne,. Cette aire, qui regroupe 72 communes, est catégorisée dans les aires de moins de 50 000 habitants,.

### Occupation des sols
L'occupation des sols de la commune, telle qu'elle ressort de la base de données européenne d’occupation biophysique des sols Corine Land Cover (CLC), est marquée par l'importance des forêts et milieux semi-naturels (62,9 % en 2018), une proportion identique à celle de 1990 (62,9 %). La répartition détaillée en 2018 est la suivante : 
forêts (62,9 %), prairies (29,9 %), terres arables (4,6 %), zones urbanisées (2,6 %). L'évolution de l’occupation des sols de la commune et de ses infrastructures peut être observée sur les différentes représentations cartographiques du territoire : la carte de Cassini (XVIIIe siècle), la carte d'état-major (1820-1866) et les cartes ou photos aériennes de l'IGN pour la période actuelle (1950 à aujourd'hui).

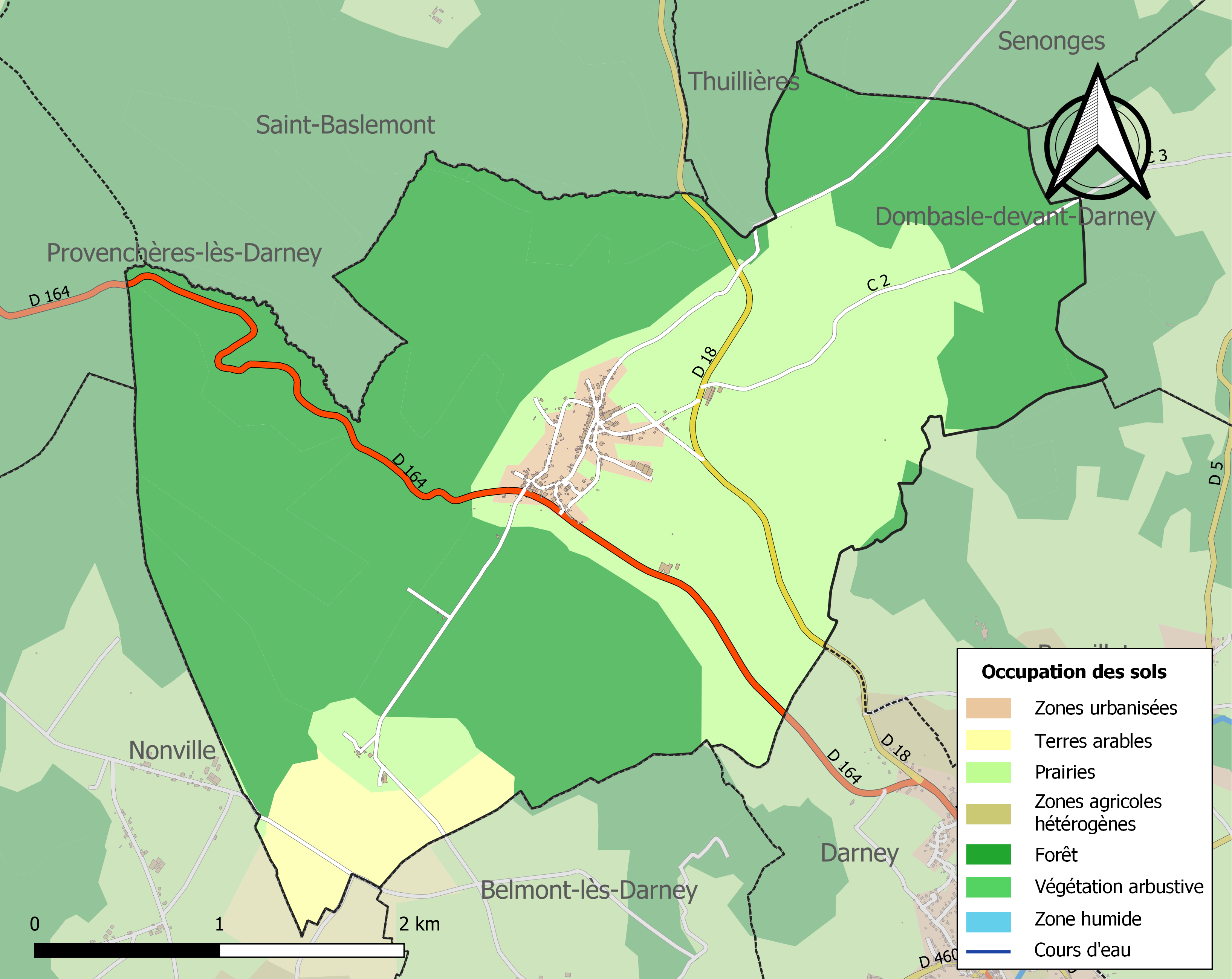
Carte des infrastructures et de l'occupation des sols de la commune en 2018 (CLC).

### Voies de communications et transports

#### Voies routières
- Autoroute A31 : Échangeur Bulgnéville.

#### Transports en commun

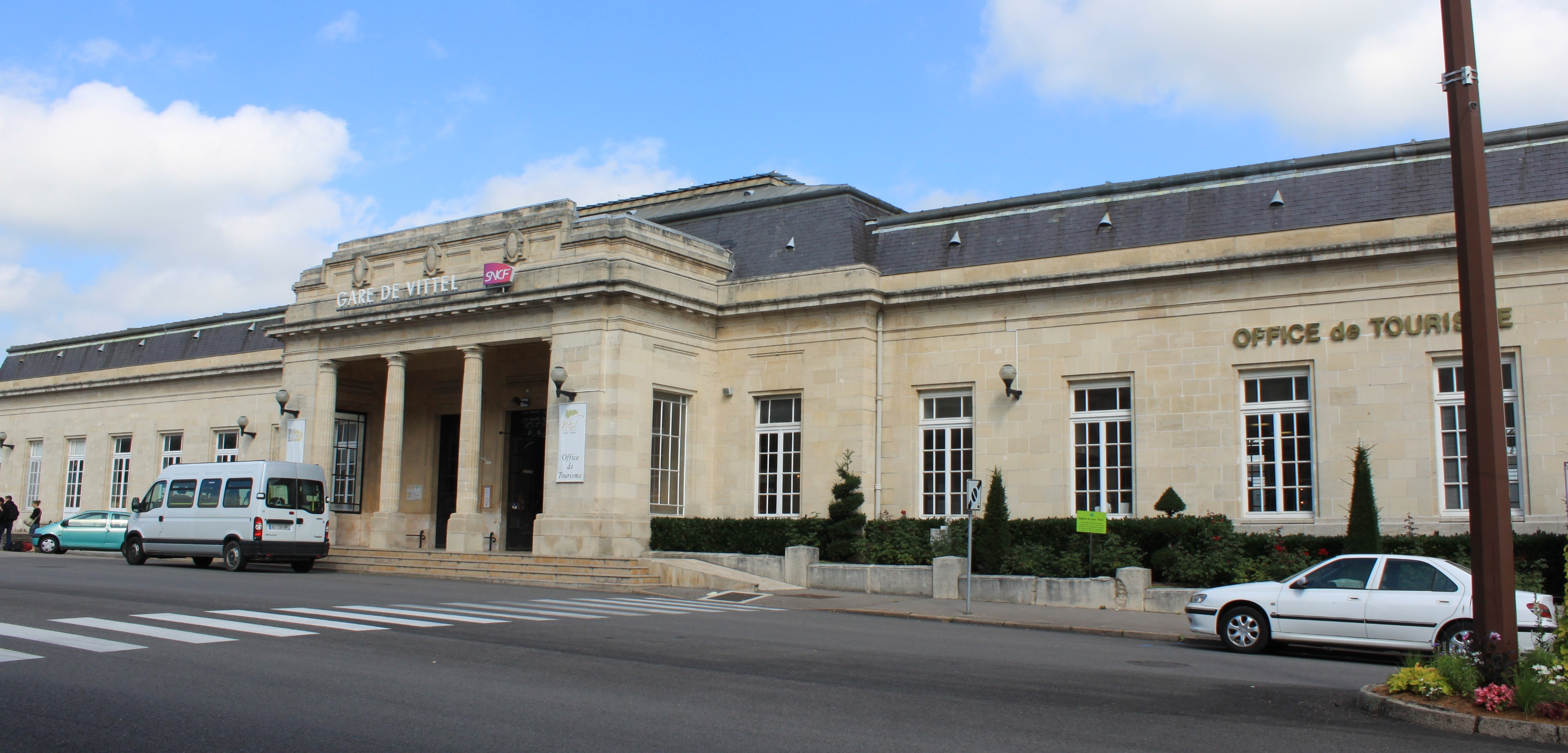
Gare de Vittel.

- Fluo Grand Est.

Réseau de transport en commun des Vosges Livo.

#### Lignes SNCF
- Gare de Contrexéville
- Gare de Vittel

## Toponymie
Le nom de la localité est attesté sous les formes In Rainankis (vers 1030) ; In loco qui vocatur Rainangis (vers 1030) ; Raningas (1050) ; Ecclesia de Ronengis (1148) ; Renenges (1195) ; Apud Ranegias, Ranengias (XIIe siècle) ; Priorem de Relengiis (1211) ; « Ecclesia Beati Petri de Relengis » (1231) ; Relenges (1256) ; Relanges (1259) ; Renanges (1261) ; Rolenges (1271) ; « L’iglise Saint Pere de Relenges » (1272) ; Rellenges (1310) ; Relainges (1331) ; Reneinges (1336) ; De Relangiis, Relengiis (1402) ; Reloinge (1436) ; Relenge (1491) ; Jehan d’Arlenges, Jehan de Releinges (1494) ; Prieur d’Erlanges (1559) ; Relange (1594) ; Rellanges (1656) ; Relanges, par corruption Arlanges, Erlanges (1753).

## Histoire
Relanges appartenait au bailliage de Darney sous l’Ancien Régime.
Selon Henri Lepage et Charles Charton (1845) :
« Le village de Relanges n'est remarquable qu'en raison du prieuré de Bénédictins réformés, de l'ordre de Cluny, qui y existait autrefois ; il avait été fondé, en 1049, par Ricuin de Darney et Lancède, sa femme, pour six religieux chargés de distribuer, trois fois la semaine, des secours aux indigents et aux voyageurs ». Ce prieuré fut confirmé par Léon IX, vers 1049 : Thiéry d'Enfer, fils de Ferry de Bitche, l'un de ses bienfaiteurs, avait sa sépulture dans l'église. Le prieuré de Relanges fut uni à la collégiale de Darney par bulles de Benoît XIII de 1725 et patentes de Léopold, de 1726. L'église, construite au XIe siècle, était paroissiale et prieurale. Les bâtiments du prieuré étaient considérables ; il restait encore, vers la fin du siècle dernier, un cloître tenant à l'église.

Le premier bâtiment construit sur l'emplacement du château de Lichecourt est une maison forte, bâtie au XVe siècle par Jean de Thysac et son épouse Alix de Massy (dit du Barisey).
En 1345, Renaut de la Saule, prieur de Relanges, obtint du duc Raoul le droit et la connaissance sur les bâtards du village de Relanges et dans ses dépendances, pour sa vie seulement. Le prieur devait annuellement au domaine 12 resaux 3 bichets 3 pots de froment, et le curé 2 bichets 3 pots de seigle pour droit de garde.
A la disparition du prieuré à la Révolution française l’église est devenue le lieu de culte des paroissiens.

## Politique et administration

### Liste des maires
| Période                                  | Période    | Identité         | Étiquette | Qualité |
| ---------------------------------------- | ---------- | ---------------- | --------- | ------- |
| Les données manquantes sont à compléter. |            |                  |           |         |
| avant 1995                               | ?          | Bernard Thiébaut |           |         |
|                                          | mars 2001  | Charles Maghe    |           |         |
| mars 2001                                | avril 2014 | Hubert Thiéry    |           |         |
| avril 2014                               | En cours   | Philippe Thiéry  |           |         |

### Budget et fiscalité 2022

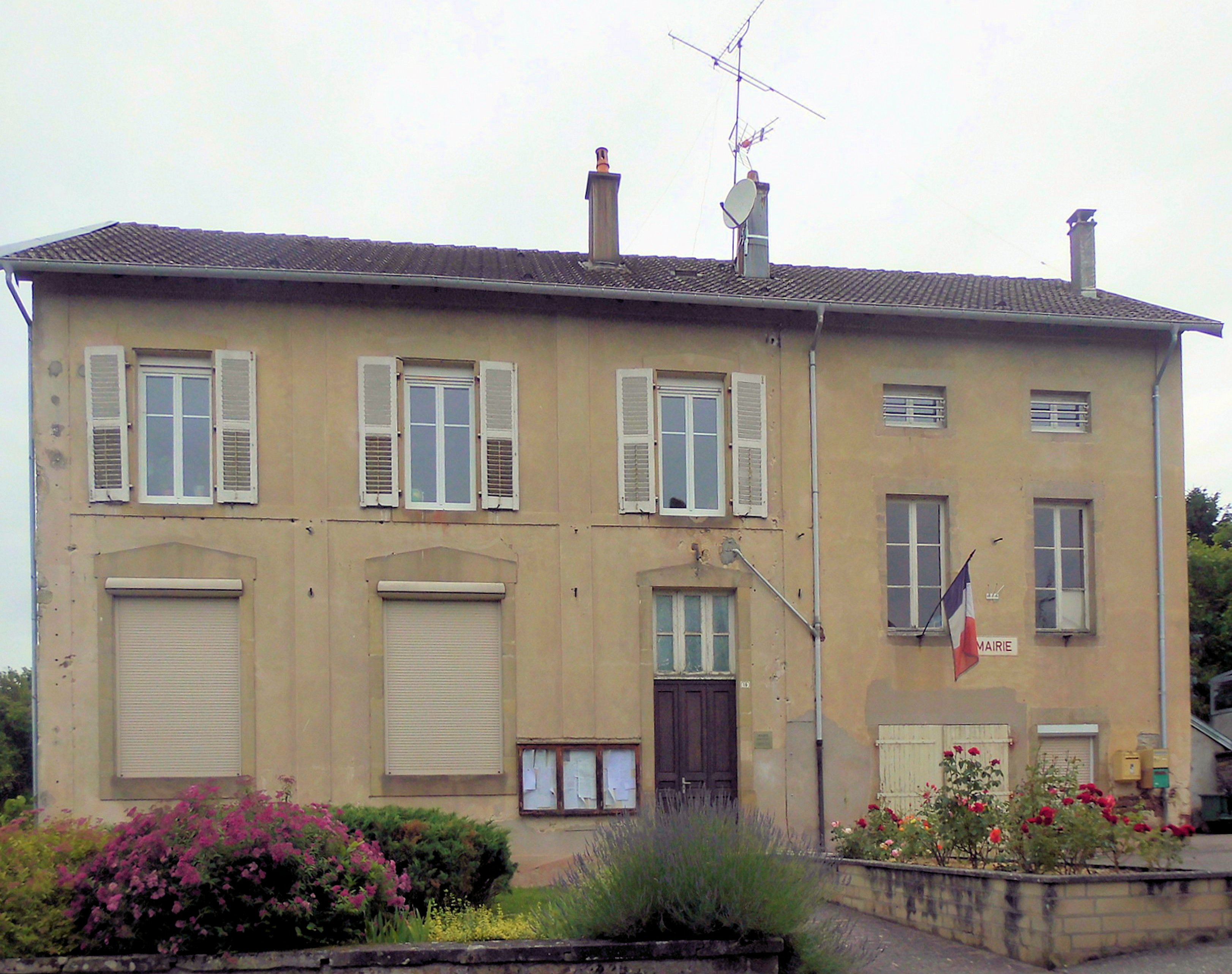
La mairie.

En 2022, le budget de la commune était constitué ainsi :
- total des produits de fonctionnement : 151 000 €, soit 721 € par habitant ;
- total des charges de fonctionnement : 98 000 €, soit 469 € par habitant ;
- total des ressources d'investissement : 125 000 €, soit 594 € par habitant ;
- total des emplois d'investissement : 63 000 €, soit 299 € par habitant ;
- endettement : 170 000 €, soit 809 € par habitant.

Avec les taux de fiscalité suivants :
- taxe d'habitation : 15,35 % ;
- taxe foncière sur les propriétés bâties : 34,48 % ;
- taxe foncière sur les propriétés non bâties : 21,09 % ;
- taxe additionnelle à la taxe foncière sur les propriétés non bâties : 0,00 % ;
- cotisation foncière des entreprises : 0,00 %.

Chiffres clés Revenus et pauvreté des ménages en 2021 : médiane en 2021 du revenu disponible, par unité de consommation : 22 240 €.

## Population et société

### Démographie

#### Évolution démographique
L'évolution du nombre d'habitants est connue à travers les recensements de la population effectués dans la commune depuis 1793. Pour les communes de moins de 10 000 habitants, une enquête de recensement portant sur toute la population est réalisée tous les cinq ans, les populations de référence des années intermédiaires étant quant à elles estimées par interpolation ou extrapolation. Pour la commune, le premier recensement exhaustif entrant dans le cadre du nouveau dispositif a été réalisé en 2006.

En 2022, la commune comptait 190 habitants, en évolution de −9,95 % par rapport à 2016 (Vosges : −2,96 %, France hors Mayotte : +2,11 %).
| 1793 | 1800 | 1806 | 1821 | 1831 | 1836 | 1841 | 1846 | 1856 |
| ---- | ---- | ---- | ---- | ---- | ---- | ---- | ---- | ---- |
| 455  | 508  | 479  | 467  | 560  | 594  | 575  | 609  | 587  |

| 1861 | 1866 | 1876 | 1881 | 1886 | 1891 | 1896 | 1901 | 1906 |
| ---- | ---- | ---- | ---- | ---- | ---- | ---- | ---- | ---- |
| 584  | 603  | 600  | 600  | 576  | 528  | 510  | 485  | 434  |

| 1911 | 1921 | 1926 | 1931 | 1936 | 1946 | 1954 | 1962 | 1968 |
| ---- | ---- | ---- | ---- | ---- | ---- | ---- | ---- | ---- |
| 388  | 352  | 335  | 290  | 271  | 284  | 258  | 280  | 316  |

| 1975 | 1982 | 1990 | 1999 | 2006 | 2011 | 2016 | 2021 | 2022 |
| ---- | ---- | ---- | ---- | ---- | ---- | ---- | ---- | ---- |
| 329  | 284  | 248  | 236  | 222  | 215  | 211  | 193  | 190  |

### Manifestations culturelles et festivités
- Foire biologique en avril[31].

## Économie

### Entreprises et commerces
La commune compte quatre fermes, dont deux en agriculture biologique, et huit artisans.

#### Agriculture
- Autres cultures permanentes.
- Élevage de vaches laitières.
- Élevage d'autres bovins et de buffles.
- Élevage de volailles.
- Exploitation forestière.

#### Tourisme
- Hébergements et restauration à Dombasle-devant-Darney, Claudon, Monthureux-sur-Saône, Vittel, Contrexéville.

#### Commerces
- Commerces et services de proximité.

## Lieux et monuments

### Patrimoine religieux

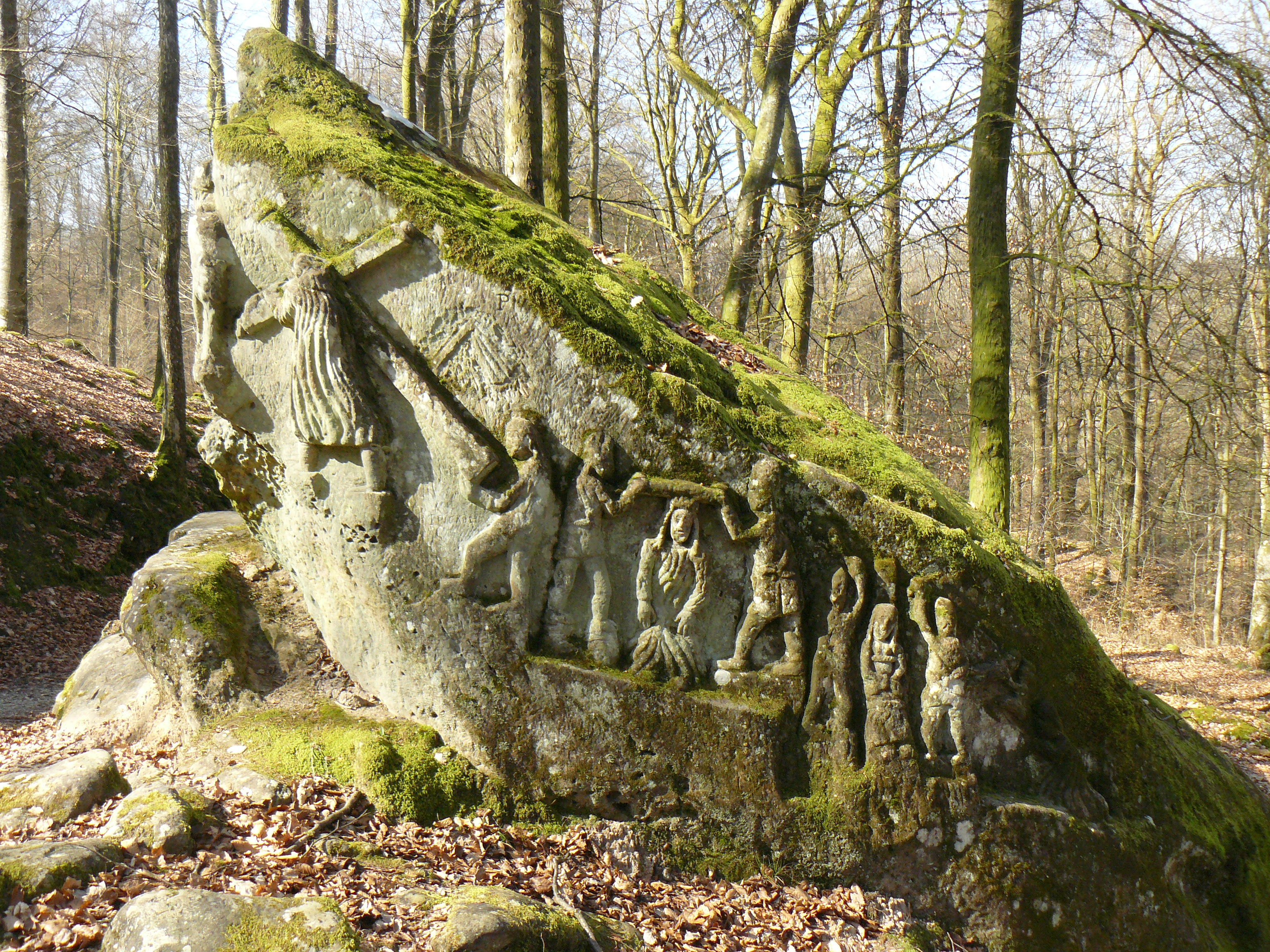
La Belle Roche, ou Roche des douze apôtres.

- La Belle Roche ou Roche des douze Apôtres, sculptée par le tailleur de pierre local Dominique Plancolaine à la fin du XVIIIe siècle, représente des scènes de l'enfance et de la Passion du Christ[32].
- Les ruines du prieuré de Bonneval[33].
- L'église Notre-Dame, église romane du XIe siècle[34], est classée au titre des monuments historiques par arrêté du 7 août 1899[35],[36]. Il s'agit de l’église de l'ancien prieuré clunisien. Elle est construite en grès bigarré, comprend une nef, avec bas-côtés et un transept sur lequel s'ouvre un choeur terminé, par une abside semi-circulaire, et flanqué lui-même de deux chapelles latérales avec absidioles. Un clocher carré s'élève sur la croisée du transept. La longueur est de 39 m, la largeur de 15 m, la hauteur de la nef de 9,5 m. La nef et les bas-côtés ont été presque entièrement refaits en style gothique flamboyant, au XVIe siècle. Le reste de l’église comprenant le choeur, les chapelles latérales, le transept et le clocher (de trois étages au-dessus du transept) appartient certainement au XIIe siècle, très probablement aux environs de 1175. C'est un des plus remarquables morceaux d'architecture romane subsistant dans la région. Une description détaillée de l'église, avec un plan, a été réalisée par la Société d'Archéologie lorraine[37]. Elle fait par ailleurs l'objet d'un long article avec plan, dessins et photos dans l'ouvrage Églises romanes des Vosges[38].

### Patrimoine profane
- Monument aux morts et plaque commémorative[39],[40].
- Le château de Lichecourt et ses deux pavillons sont inscrits au titre des  monuments historiques par arrêté du 17 septembre 1973. La maison du verrier de Thysac, accolée au pavillon sud, est inscrite sur l'inventaire supplémentaire des monuments historiques par arrêté du 19 décembre 1986[41].
- Le lavoir d'en haut[42]. Le lavoir du XVIIIe siècle restauré avec le soutien de la Fondation du patrimoine[43],[44],[45].

## Galerie d'images

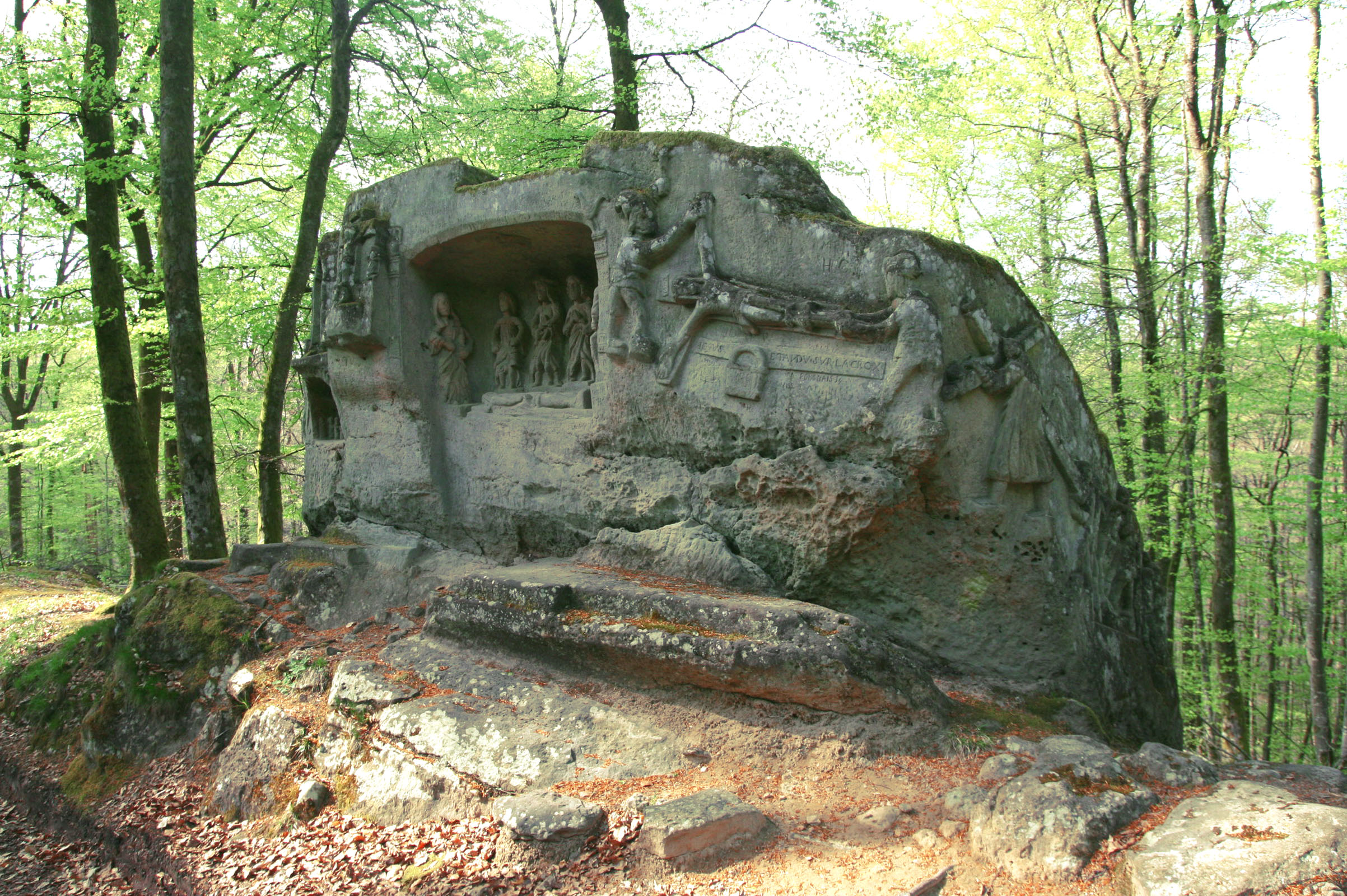
La Roche des douze Apôtres.
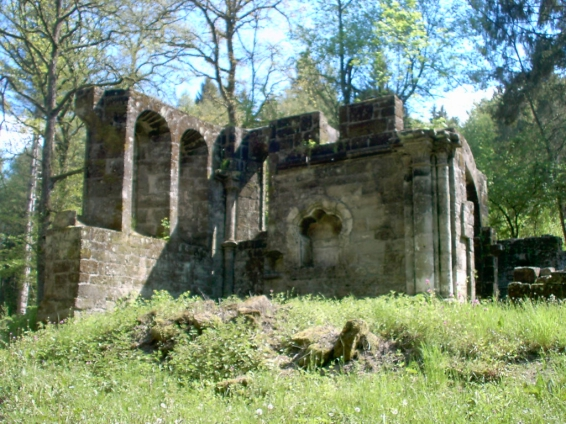
Ruines du prieuré de Bonneval.
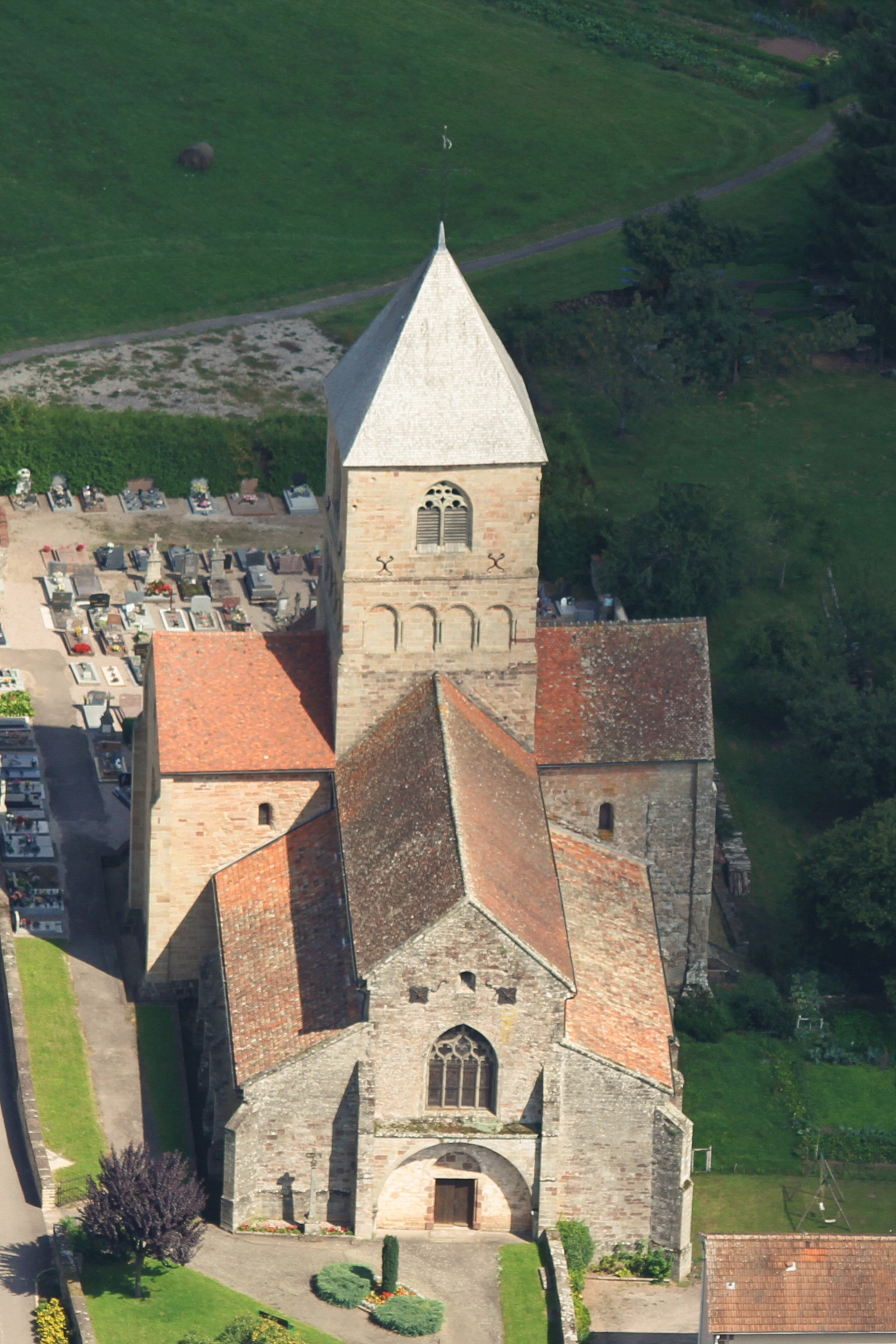
L'église romane Notre-Dame de Relanges.
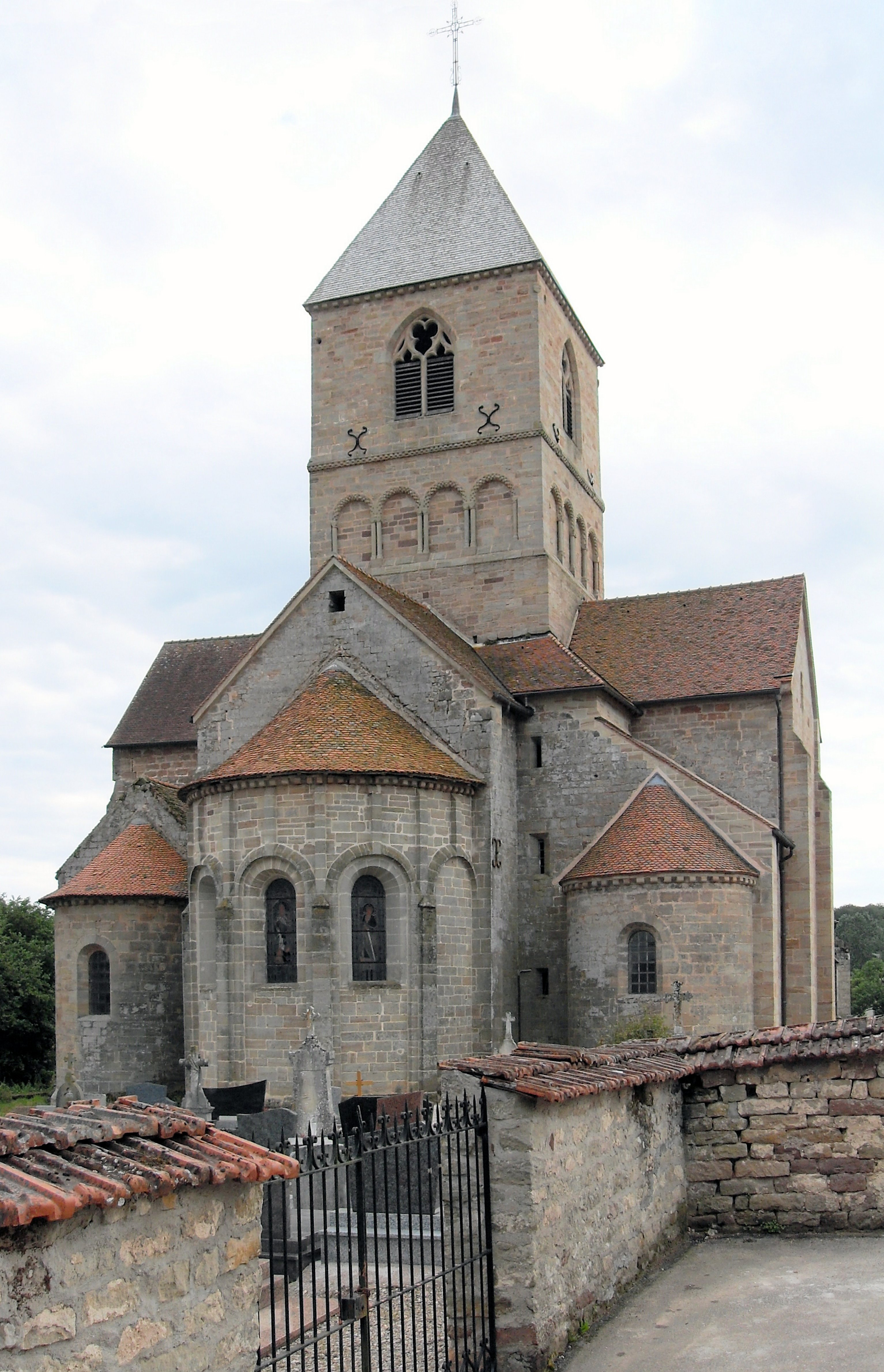
L'église, côté nord.
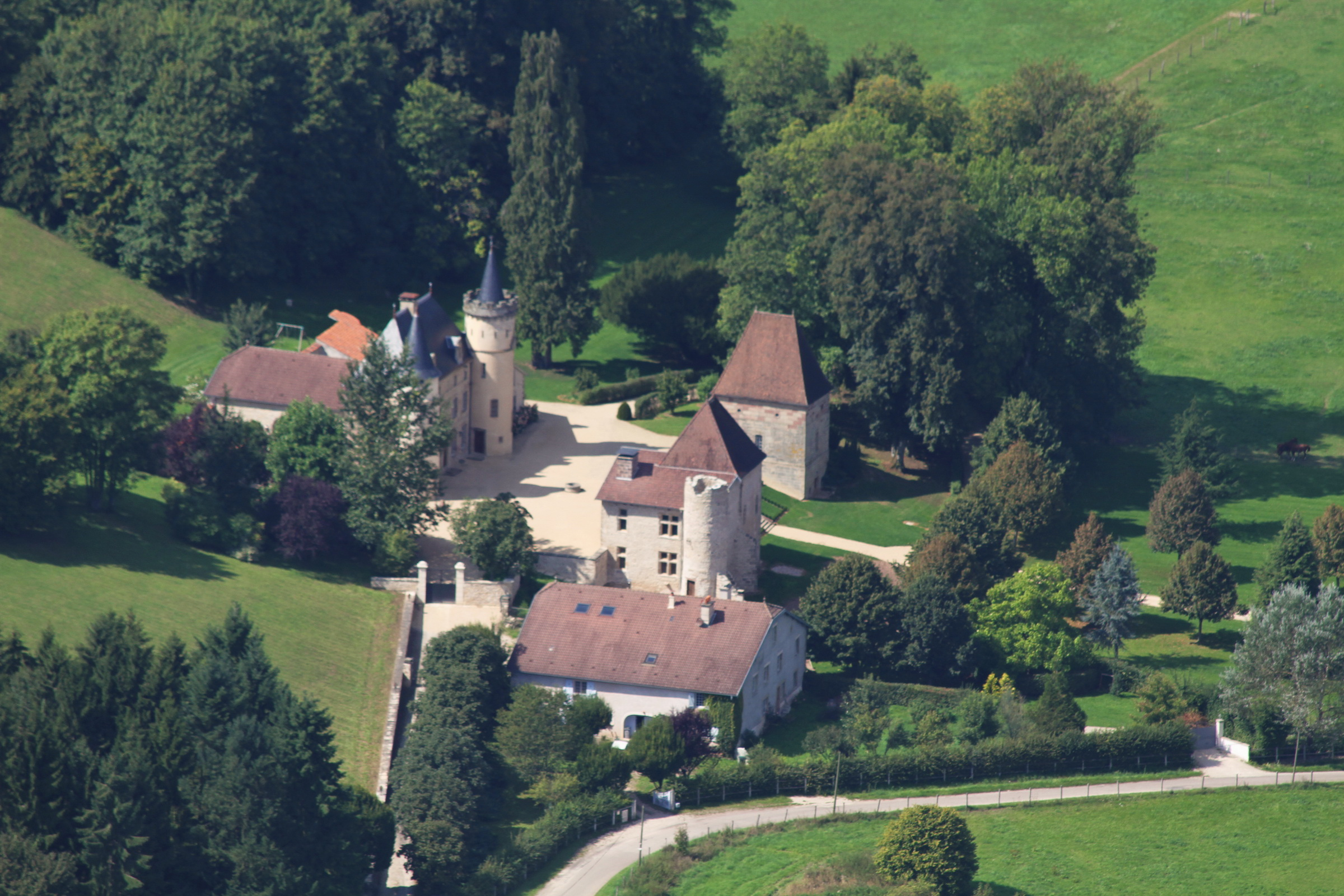
Château de Lichecourt.

## Personnalités nées à Relanges
- Roger Mehl (1912-1997), théologien protestant.
- Georges Aubertin, instituteur[46].
- Abbé Eugène Meignien[47].